# 권종
권종(權悰, 1554년~1592년)은 조선 중기의 무신이다. 자는 희안(希顔), 본관은 안동. 권율의 4촌 형이고 후에 병조판서를 지내는 권진의 할아버지이다. 시호는 충민(忠愍)
포천 출신, 본관은 안동. 찬성사 권근의 후손개령현감이 되어 청렴강직(淸廉剛直)한 선정을 베풀어 칭송을 받았고 1592년 음력 3월 금산군 군수로 영전되어 부임하였다. 그해 임진왜란이 일어났다. 권종은 인근의 수령들에게 격문을 보냈으며 공주목 목사 허욱과 여산군 군수 고경명이 호응하여 충북 영동군을 거쳐 금산으로 침입하는 왜적을 막아내기 위해 항전했다.
음력 6월 22일 왜적의 대군이 양산을 거쳐 몰려오므로 강을 사이에 두고 격전이 벌어졌다. 도강하려는 적을 무수히 살상했으나 그날 밤 야음을 타고 강을 건너온 왜군과 종일토록 혈전을 벌이다가 아들 권준과 함께 전사하였다.군민들이 그의 충절에 감복하여 시신을 거두어 포천의 선영에 장사지냈다.
난이 종결된 뒤에 증 집의에 추증되고 1604년(선조 37년) 선무원종공신 1등(宣武原從功臣一等\)에 녹훈되었다.
후에 이조판서를 더 추증되고 정려가 세워졌다. 1709년 충민(忠愍)의 시호가 내려졌다.